# Сандстрём, Эмиль
Эмиль Сандстрём (швед. Emil Sandström; 11 октября 1886, Нючёпинг, Швеция — 11 октября 1962) — шведский юрист, деятель международного движения Красного креста. Президент Международной федерации обществ Красного Креста и Красного Полумесяца Международной федерации обществ Красного Креста и Красного Полумесяца с 1950 по 1959 год.

## Биография
В течение своей профессиональной карьеры работал, среди прочего, судьей в Верховном суде Швеции, в Постоянном арбитражном суде в Гааге, а также, в так называемых, смешанных судах, которые существовали в Египте до 1949 года и разрешали споры между египтянами и представителями других стран.
Был международным посредником, в частности, представителем Швеции (а с июня 1947 года — председателем) в Специальном комитете Организации Объединенных Наций по Палестине (UNSCOP), осуществлявшем проверку ситуации в Палестина после прекращения действия британского мандата.
Сменил Фольке Бернадота на посту президента шведского Красного Креста и работал на этой должности в 1948—1960 годах.
В 1950 году Э. Сандстрём — член Международного института права.
С 1950 по 1959 год — Президент Международной федерации обществ Красного Креста и Красного Полумесяца Международной федерации обществ Красного Креста и Красного Полумесяца.

## Награды
- Командор Большого креста Ордена Полярной звезды
- Кавалер Большого Креста со звездой и плечевой лентой ордена «За заслуги перед Федеративной Республикой Германия»
- Большой крест ордена Возрождения Польши (1954)